# Mangagiornale
Il Mangagiornale è stata una rivista pubblicata in Italia, che si occupava di manga e anime giapponesi, con articoli e recensioni su titoli, autori e tematiche. Ne sono usciti in tutto diciassette numeri, con cadenza aperiodica, dall'aprile 1997 sino all'agosto 2001. 
I primi cinque numeri furono pubblicati dalla casa editrice Ned 50, che nello stesso periodo pubblicava anche Fumo di China, una rivista di critica specializzata sul fumetto.
Dal numero 6 fino alla chiusura, l'editore divenne Cartoon Club. 
Da Fumo di China proveniva anche una parte dell'originaria redazione del Mangagiornale. Caporedattore per i primi sei numeri fu infatti Davide Castellazzi, successivamente e fino all'ultimo numero, la stessa posizione venne assunta da Valentina Semprini.
Dopo la chiusura del Mangagiornale, gran parte della redazione fondò la rivista eMotion.

## Numeri pubblicati
- Numero 1 - aprile 1997
- Numero 2 - giugno 1997
- Numero 3 - luglio 1997
- Numero 4 - settembre 1997
- Numero 5 - novembre 1997
- Numero 6 - settembre 1998
- Numero 7 - dicembre 1998
- Numero 8 - marzo 1999
- Numero 9 - aprile 1999
- Numero 10 - maggio 1999
- Numero 11 - giugno 1999
- Numero 12 - febbraio 2000
- Numero 13 - marzo 2000
- Numero 14 - aprile/maggio 2000
- Numero 15 - giugno/luglio 2000
- Numero 16 - ottobre 2000
- Numero 17 - luglio/agosto 2001